# Калифорнийска морска свиня
Калифорнийските морски свине (Phocoena sinus) са вид едри бозайници от семейство Морски свине (Phocoenidae).
Срещат се в северната част на Калифорнийския залив. Достигат 140 сантиметра дължина и се хранят главно с риба. Видът е критично застрашен, като към 2016 година общият брой на калифорнийските морски свине се оценява на около 60.